# Олексіївська (станція метро, Москва)
55°48′32″ пн. ш. 37°38′19″ сх. д. / 55.80889° пн. ш. 37.63861° сх. д.
«Олексіївська» (рос. Алексеевская) — станція Калузько-Ризької лінії Московського метрополітену. Розташована між станціями «ВДНХ» і «Ризька».

## Походження назви
На перспективних схемах метро 1954 та 1957 років, де були вказані проектовані і споруджувані станції, була відзначена як «Олексіївська». На схемі початку 1958 станція стала позначатися назвою «Щербаківська». Проте, коли вона була відкрита 1 травня 1958 року в складі дільниці «Проспект Миру» — «ВДНХ», вона отримала найкоротшу просту та лаконічну назву метро на пострадянському просторі — «Мир».
26 жовтня 1966 року станція «Мир» була перейменована на «Щербаківську», на честь партійного і державного діяча сталінського часу, керівника Московської парторганізації КПРС Олександра Щербакова, проте тодішній генеральний секретар Микита Хрущов, який відвідав станцію незадовго до відкриття, невтішно висловився про нього, тому назву поспішно змінили. 
Після відставки Микити Хрущова станцію все ж таки перейменували на «Щербаківську», аби уникнути плутанини схожих назв (у цей же день подвійна пересадкова станція «Ботанічний сад» якраз була перейменована на «Проспект Миру»).
У 1990 році у поїздах з'явилася схема ліній, де замість «Щербаківської» було вказано назву — «Ново-Олексіївська». Проте сама станція ніколи цієї назви не мала.
5 листопада 1990 року станція «Щербаківська» була перейменована на більш відповідну назву «Олексіївську». Ця назва походить від села Олексіївське.

## Вестибюль
Станція має один вихід в місто, розташований на проспекті Миру і оформлений у вигляді ротонди. Наземний вестибюль сполучений зі станційним залом ескалатором. Цікавий той факт, що похилий хід для ескалаторів на станції зводили знизу вгору (перший відомий випадок застосування подібної технології в СРСР).

## Технічна характеристика
Конструкція станції — пілонна трисклепінна (глибина закладення — 51 м). Діаметр центрального залу — 9,5 м, діаметр бічних залів — 8,5 м. Оправа з чавунних тюбінгів. Поперечний перетин пілонів зменшено.

## Колійний розвиток
Станція без колійного розвитку.

## Пересадки
- Автобуси: м2, 33, 172, 414, 561, с585, 714, 903, т14, н9

## Оздоблення
Пілони приблизно до половини висоти оздоблено білим мармуром з горизонтальними декоративними вставками темно-зеленого мармуру з шовковистим відливом серпентиніту. Верхня половина пілонів просто побілена. У базі пілонів встановлені лавочки, які виходять як у бік центрального залу, так і у бік платформ.
Колійні стіни оздоблені керамічною плиткою молочно-білого кольору (нижня частина — керамічною плиткою темно-зеленого кольору). Підлога викладена сірим і червоним гранітом .
Станцію освітлюють люстри у вигляді кіл, підвішені до стелі. З їх центру розходиться безліч люмінесцентних трубок.